# April Ashley
April Ashley (született George Jamieson néven) (Liverpool, 1935. április 25. – London, 2021. december 27.) angol modell. Kitüntették A Brit Birodalom Érdemrendjével.

## Élete
A boldogtalan liverpooli gyerekévek után a római katolikus apa és a protestáns anya gyermeke Párizsba költözött az 1950-es években. A Carousel Színház társulatához csatlakozott.
1960-ban esett át a nemátalakító műtéten, melyet a francia Georges Burou nőgyógyászati sebész végzett el rajta Casablancában. Ő volt akkor a doktor hetedik ilyen betege. Az orvos figyelmeztette, hogy a műtétek akár halállal is végződhetnek, de Jamieson folytatni akarta. Később elmondta, hogy az operáció után hetekig vérzett, és a több szál haja is kihullott.
A The First Lady (Az első hölgy) című könyvében elmesélte, milyen szörnyű volt neki férfiként élni. Egy homoszexuális szobatárs állandó zaklatásai és nemi kapcsolatai után sokáig pszichológushoz kellett járnia.
Miután visszatért Angliába, sikeres modell lett belőle, a Vogue magazinban is szerepelt, és egy filmen is kapott egy kisebb szerepet (The Road to Hong Kong), melyben Bing Crosby és Joan Collins is szerepelt, bár a szerepét végül kivágták, mikor kiderült valódi énje 1961-ben.
1963-ban hozzáment Arthur Corbett képviselőhöz, bár a házasság nem tartott sokáig. 1970-ben sikeresen érvénytelenítették a házasságot, mivel Angliában az átoperált nőket még csak férfiként ismerték el.
Miután elszenvedett egy szívrohamot Londonban, egy kis walesi faluba, Hay-on-Wye-ba vonult vissza. Ashley egykoron nagy barátságban volt Amanda Learrel.